# Arcinges
Arcinges és un municipi francès situat al departament del Loira i a la regió d'Alvèrnia-Roine-Alps. L'any 2007 tenia 181 habitants.

## Demografia

### Població
El 2007 la població de fet d'Arcinges era de 181 persones. Hi havia 68 famílies de les quals 21 eren unipersonals (4 homes vivint sols i 17 dones vivint soles), 17 parelles sense fills i 30 parelles amb fills.
La població ha evolucionat segons el següent gràfic:
Habitants censats

### Habitatges
El 2007 hi havia 112 habitatges, 73 eren l'habitatge principal de la família, 31 eren segones residències i 8 estaven desocupats. 111 eren cases i 1 era un apartament. Dels 73 habitatges principals, 63 estaven ocupats pels seus propietaris, 8 estaven llogats i ocupats pels llogaters i 2 estaven cedits a títol gratuït; 4 tenien tres cambres, 15 en tenien quatre i 53 en tenien cinc o més. 60 habitatges disposaven pel capbaix d'una plaça de pàrquing. A 25 habitatges hi havia un automòbil i a 41 n'hi havia dos o més.

### Piràmide de població
La piràmide de població per edats i sexe el 2009 era:
| Homes | Edats   | Dones |
| ----- | ------- | ----- |
| 0     | 95 o +  | 0     |
| 0     | 90 a 94 | 0     |
| 2     | 85 a 89 | 0     |
| 2     | 80 a 84 | 2     |
| 5     | 75 a 79 | 5     |
| 8     | 70 a 74 | 6     |
| 4     | 65 a 69 | 6     |
| 5     | 60 a 64 | 6     |
| 5     | 55 a 59 | 3     |
| 4     | 50 a 54 | 4     |
| 2     | 45 a 49 | 5     |
| 4     | 40 a 44 | 2     |
| 8     | 35 a 39 | 7     |
| 5     | 30 a 34 | 4     |
| 0     | 25 a 29 | 1     |
| 3     | 20 a 24 | 2     |
| 1     | 15 a 19 | 3     |
| 1     | 10 a 14 | 4     |
| 3     | 5 a 9   | 7     |
| 2     | 0 a 4   | 3     |

## Economia
El 2007 la població en edat de treballar era de 99 persones, 67 eren actives i 32 eren inactives. De les 67 persones actives 57 estaven ocupades (29 homes i 28 dones) i 8 estaven aturades (4 homes i 4 dones). De les 32 persones inactives 10 estaven jubilades, 9 estaven estudiant i 13 estaven classificades com a «altres inactius».

### Ingressos
El 2009 a Arcinges hi havia 75 unitats fiscals que integraven 189 persones, la mediana anual d'ingressos fiscals per persona era de 19.498 €.

### Activitats econòmiques
Dels 2 establiments que hi havia el 2007, 1 era d'una empresa de construcció i 1 d'una entitat de l'administració pública.
L'únic servei als particulars que hi havia el 2009 era una fusteria.
L'any 2000 a Arcinges hi havia 4 explotacions agrícoles.

## Poblacions més properes
El següent diagrama mostra les poblacions més properes.